# Psectra jeanneli
Psectra jeanneli is een insect uit de familie van de bruine gaasvliegen (Hemerobiidae), die tot de orde netvleugeligen (Neuroptera) behoort. 
Psectra jeanneli is voor het eerst wetenschappelijk beschreven door Navás in 1914.